# Inženýrská stavba

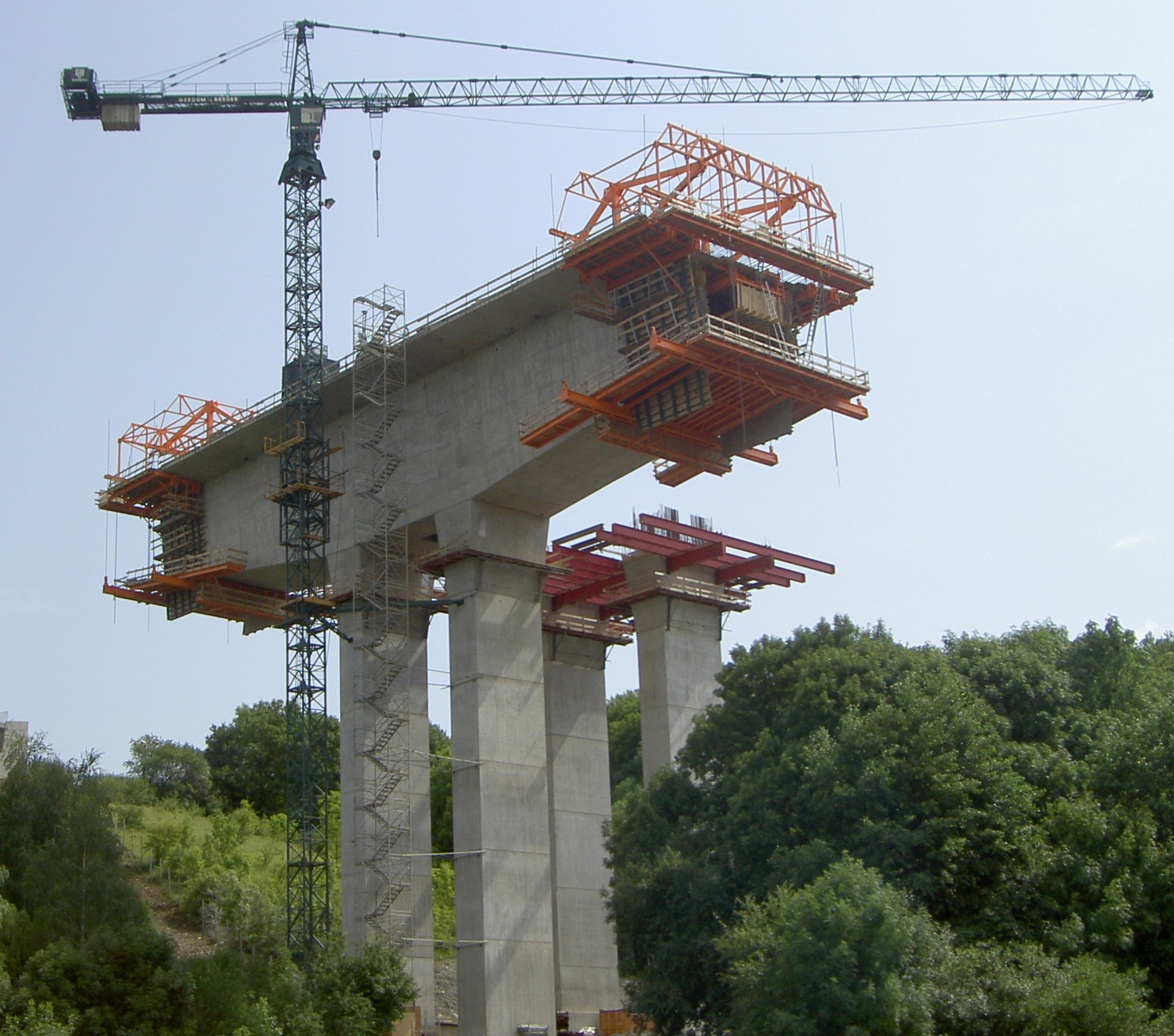
Stavba mostu

Jako inženýrská stavba se podle DIN 1076 označují mosty, tunely a zářezy, nosné konstrukce s viditelnou výškou nejméně 1,5 metru, protihlukové stěny s viditelnou výškou nejméně dva metry a konstrukce, u kterých je potřebný statický výpočet bezpečnosti, jako jsou hráze pro zadržování dešťové vody nebo hloubené šachty. Inženýrské stavitelství je tedy disciplína ve stavebnictví, která se zabývá projektováním a výstavbou technických staveb. Navrhují je obvykle individuálně stavební inženýři a jejich technická náročnost i využití převažují nad funkcí reprezentační.
Obytné a kancelářské budovy, komerční a správní budovy, shromažďovací a kulturní centra, jakož i všechny budovy, které obsahují převážně místnosti pro bydlení, se obecně za inženýrské stavby nepovažují i když při náročném stavebním požadavku a u velkých budov jsou nutné nejméně stejně rozsáhlé konstrukční výpočty.

## Inženýrské konstrukce
Je souhrnné označení pro:
- stavby dopravní (silnice, železnice, mosty, tunely, letiště),
- stavby vodní (regulace toků, hráze, přehrady, kanály, zdymadla),
- stavby speciálního charakteru (sila, vodojemy, chladicí věže, velké komíny, televizní věže).
- stavby montované (prováděné zcela nebo zčásti montáží prefabrikátů). Jako prefabrikáty, zejména železobetonové a z předpjatého betonu, se používají trouby, kanály, stožáry, stožárové patky, mostní nosníky, díly opěrných zdí, pilířů a továrních komínů, betonové kvádry pro vyzdívky tunelů, důlní výstroj, skruže, pražce, panely pro silnice a letiště.

Mnoho inženýrských konstrukcí leží pod zemským povrchem a není je vidět. V měkkém podloží sedimentárních pánví, v nezpevněných horninách, v podzemní vodě nebo pod hladinou moře, bývají pro ně nebo pro jejich zakládání potřebná často velmi nákladná opatření.

## Inženýrské stavitelství
Zabývá se stavebními konstrukcemi a systémy v oblasti technické infrastruktury (dodavatelské a dopravní inženýrství). Důraz je kladen na návrh nosných konstrukcí. U výškových budov i ve spojení s architektonickým řešením. Příkladem jsou haly o velkém rozpětí, střešní konstrukce, mosty a věže (televizní věže), tunely s obtížnou geologií, neobvyklé kaverny, hráze nebo silně zatížené větrné turbíny.
Vztahuje se také na vytváření fyzikálně-technických podkladů, předpisů, podle kterých se následně provádějí výpočty i budování konstrukcí: stavební fyzika, věda o materiálech, stárnutí a opotřebení, výpočty zatížení a dimenzování, stavební metody a postupy (technologie spojování konstrukcí, lití betonu) a také aspekty, které překračují rozsah energeticky úsporného a trvalého stavění.

## Historické stavby jako milníky inženýrského stavitelství
- Eifelova věž
- Chrám Boží moudrosti (Hagia Sofia) v Istanbulu, první velká kupole na světě
- některé ze sedmí divů světa
- římské koloseum
- bazilika Svatého Petra ve Vatikánu
- pyramidy v Gize
- Ezechiášův vodovodní tunel v Jeruzalémě
- neobvyklé teleskopy hvězdáren v Paříži nebo ve Vídni nebo montáž obřího zrcadla na hoře Mount Palomar
- první horská dráha přes Semmering, první Gotthardský tunel nebo viadukty v Odenwaldu
- římské akvadukty nebo vysoké akvadukty pro zásobování Vídně vodou z pohoří Hochschwab
- starověký Suezský průplav
- mosty přes soutěsku řeky Trisanna nebo most přes záliv Firth of Forth
- střešní konstrukce olympijského stadionu v Mnichově

## Galerie

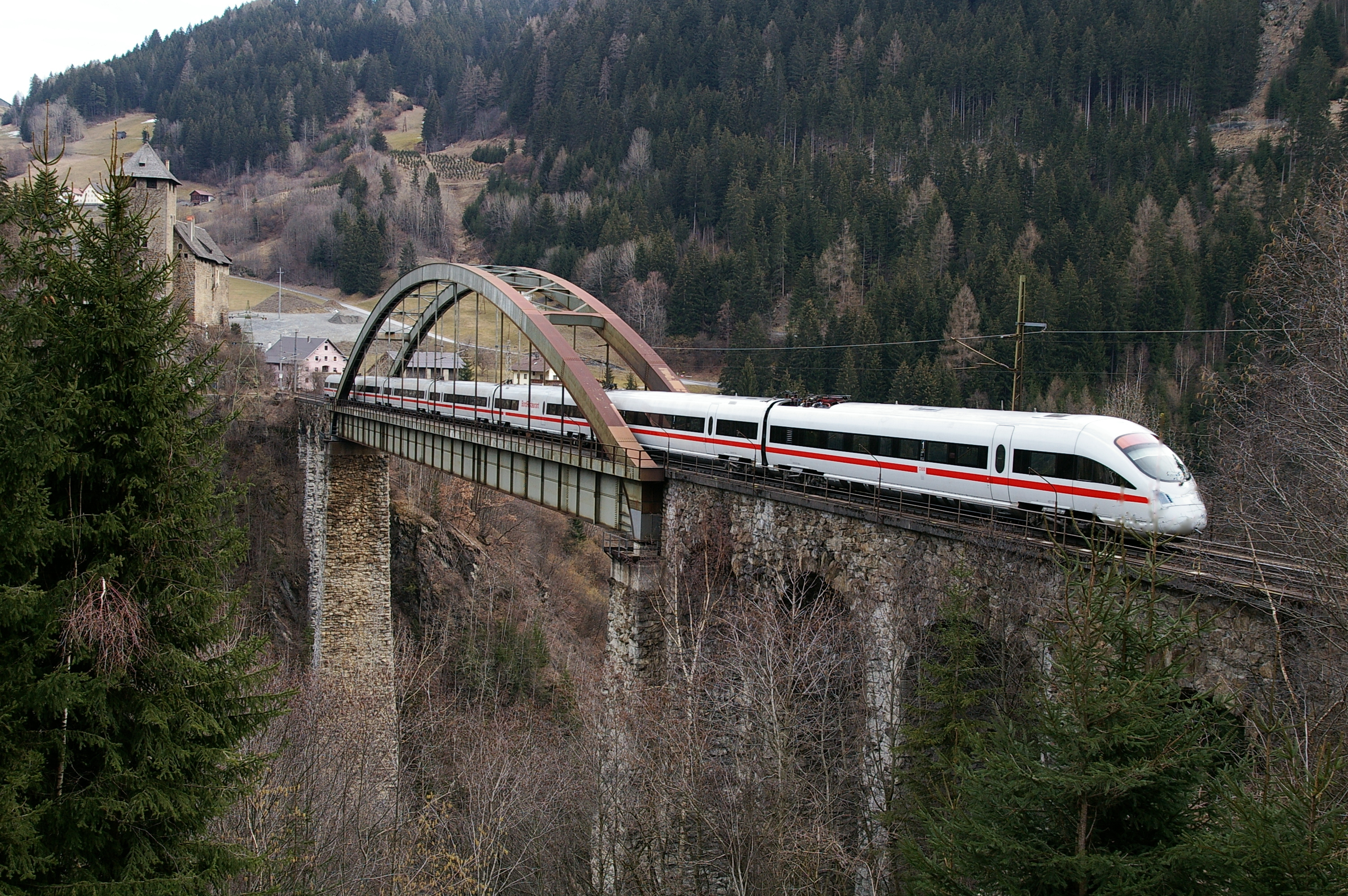
Mosty přes soutěsku řeky Trisanna
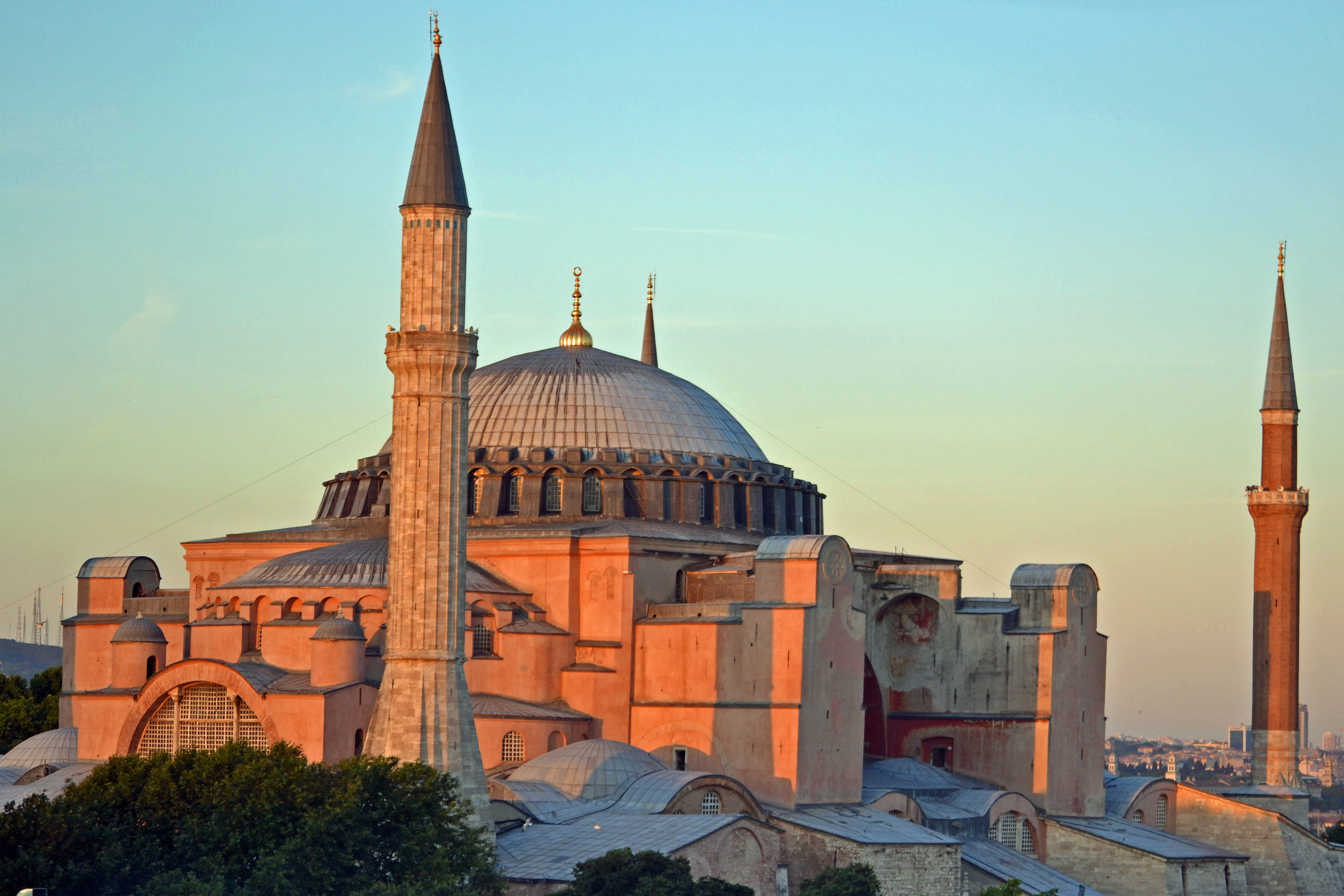
Chrám Boží Moudrosti v Istanbulu
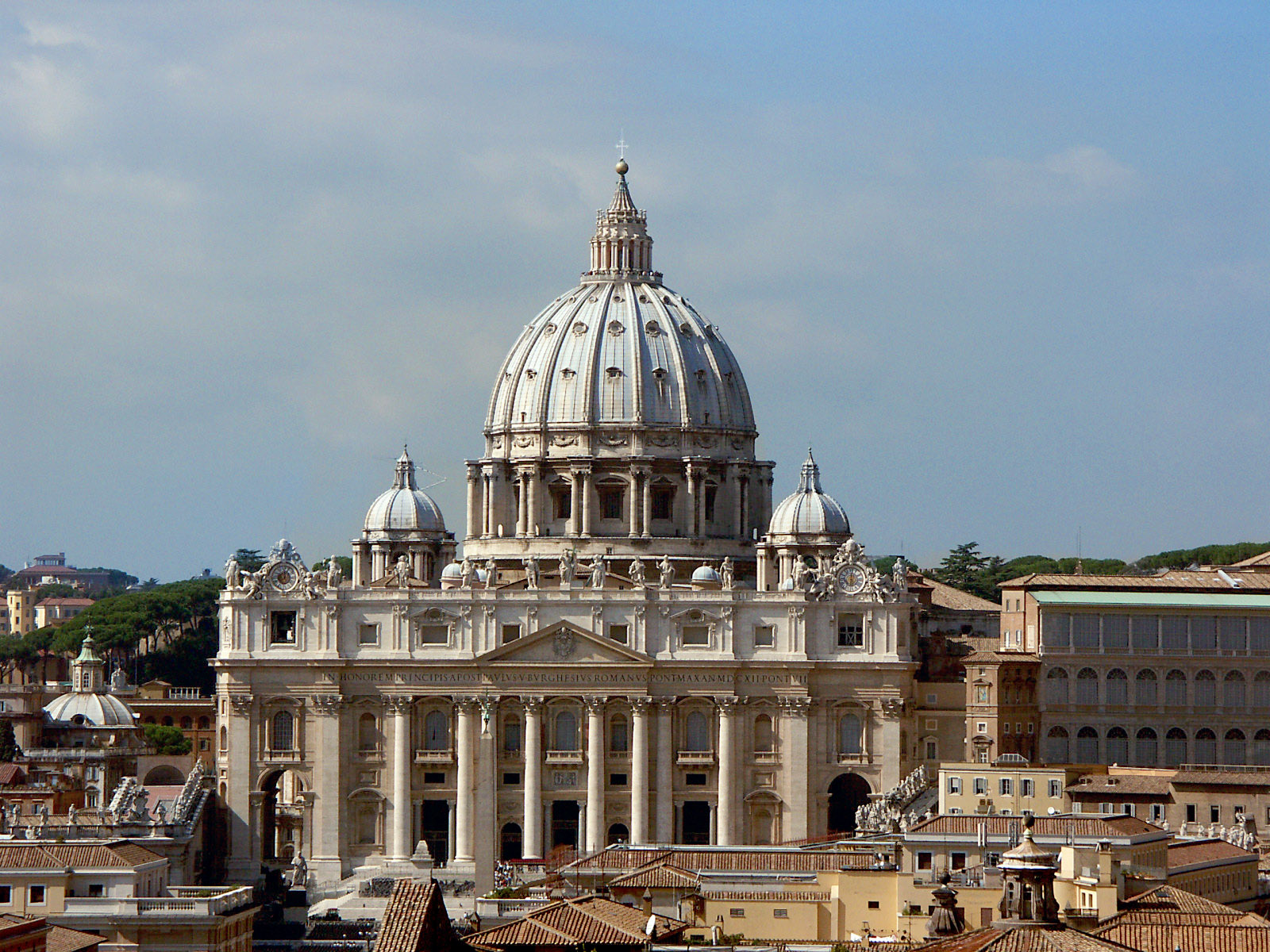
Bazilika Svatého Petra ve Vatikánu
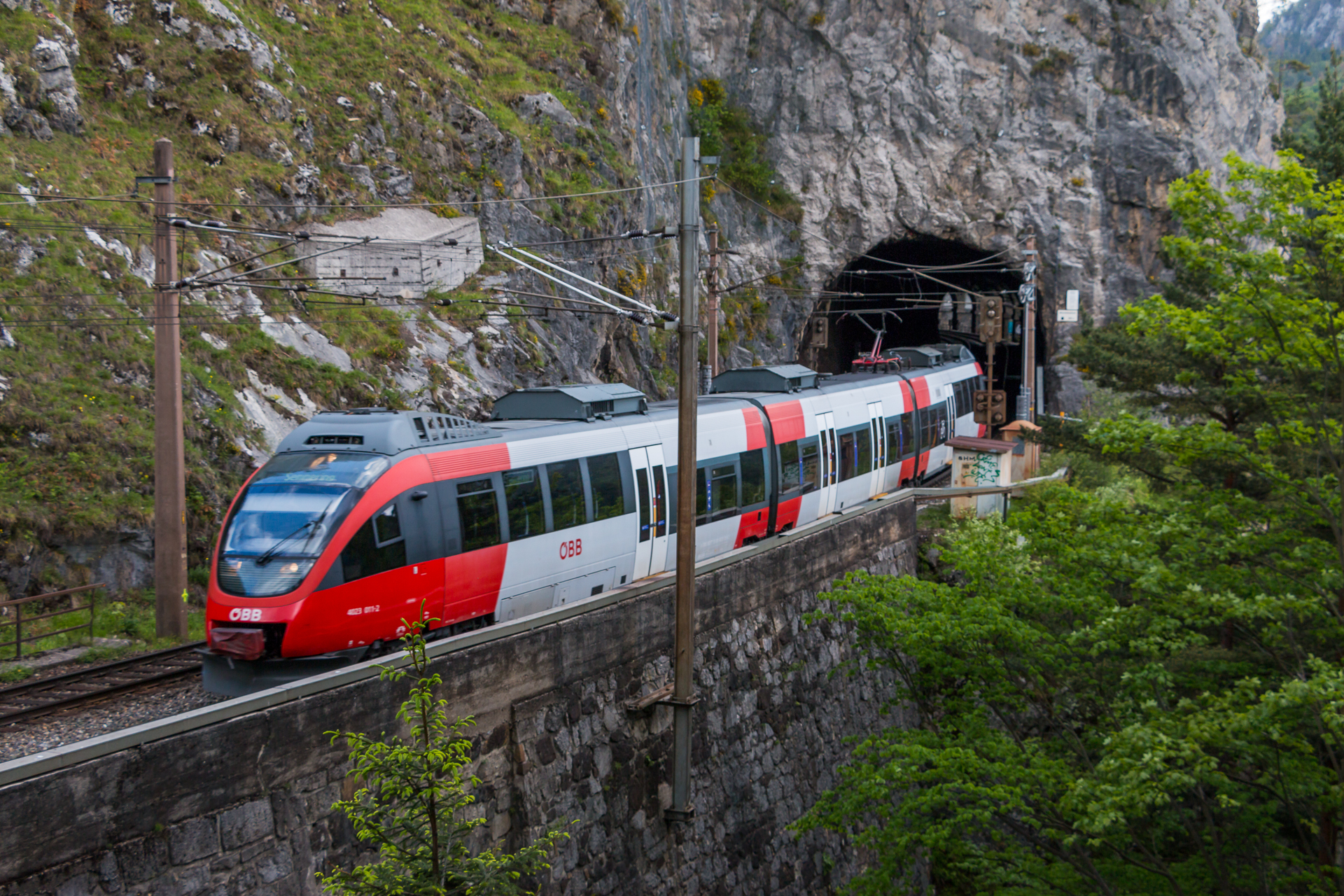
Horská dráha Semering
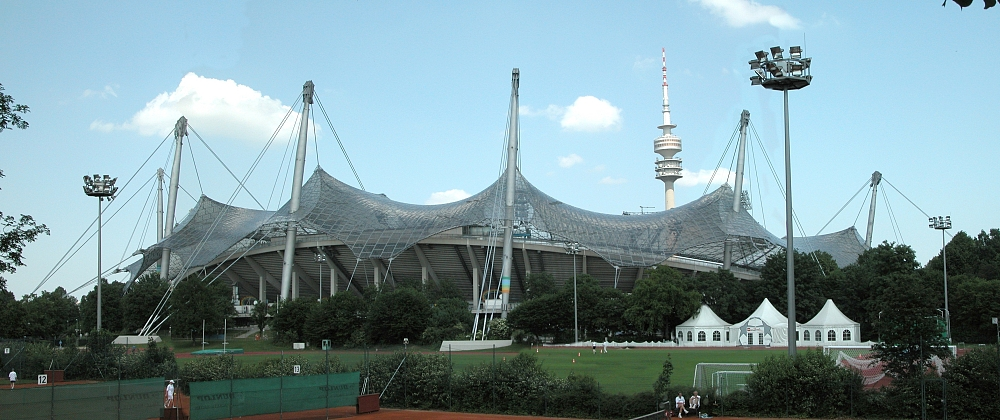
Olympijský stadion v Mnichově